# Ngā Wai Hono i te Pō
Ngā Wai Hono i te Pō (13 gennaio 1997) è la regina dei Māori dal 2024.

## Biografia
È nata nel 1997 come più giovane dei tre figli di Tūheitia Paki. Il suo nome significa "connettore di popoli" e fu scelto dalla nonna Te Atairangikaahu.
Ha frequentato le scuole Māori e ha conseguito un master in te reo e tikanga Māori all'Università del Waikato.
È entrata a far parte di organizzazioni Māori come il Kōhanga Reo National Trust e il Waitangi National Trust.
Nel 2022 si recò a Londra per incontrare l'allora principe di Galles, Carlo.